# Järlåsa distrikt
Järlåsa distrikt är ett distrikt i Uppsala kommun och Uppsala län. 
Distriktet ligger i västra delen av kommunen. 

## Tidigare administrativ tillhörighet
Distriktet inrättades 2016 och utgörs av socknen Järlåsa i Uppsala kommun.
Området motsvarar den omfattning Järlåsa församling hade vid årsskiftet 1999/2000.